# Aspicarpa hyssopifolia
Aspicarpa hyssopifolia är en tvåhjärtbladig växtart som beskrevs av Asa Gray. Aspicarpa hyssopifolia ingår i släktet Aspicarpa och familjen Malpighiaceae. Inga underarter finns listade i Catalogue of Life.